# Conrad Giralt
Conrad Giralt Teigell (?, segona meitat del segle xix — 1949) fou un baix-baríton català. Va ser molt conegut entre el públic barceloní i, especialment, en l'àmbit del Gran Teatre del Liceu, on una trajectòria de més de quatre dècades, des del 1899 al 1939, el va consolidar com una figura indispensable en nombroses produccions. La seva popularitat va traspassar fronteres, aconseguint un notable reconeixement tant a Espanya com a Portugal, on va assolir grans triomfs amb la seva interpretació de diverses òperes, destacant especialment Aida.
Va ser l’empresari Bernís qui, el 1905, el va treure del cor del Liceu i el va impulsar a interpretar primers papers d’òpera, arribant a cantar Borís Godunov, La ciutat invisible de Kitege, Parsifal i L'anell dels Nibelungs, entre d’altres. Va destacar en la interpretació d'òperes de Richard Wagner. A banda de les representacions operístiques, el 1911 va prendre part en un concert al Gran Teatre del Liceu, on es va interpretar en català el primer acte de La valquíria. També va participar en els concerts commemoratius del centenari de Richard Wagner celebrats el 1913 al Palau de la Música Catalana. Ja el 1928, va col·laborar en la primera representació de l'òpera La princesa Margarida de Jaume Pahissa.
Va ser també instrumentista de contrabaix, participant com a músic a l'orquestra del Liceu. També va actuar com a baix solista en l'Orquestra Pau Casals.
El seu fill va ser el violoncel·lista Conrad Giralt i Casanovas.